# Tramutola
Tramutola (Tramùtele in dialetto lucano) è un comune italiano di 2 849 abitanti della provincia di Potenza in Basilicata.

## Storia
Le origini di Tramutola non sono molto antiche e si ricollegano alla penetrazione nella zona dei monaci benedettini, anche se alcune teorie sostengono che un gruppo di rigettati dalla nascente civiltà Paternese (provenienti dall'antica Civitas) cercò protezione nella gola in cui è situato attualmente il paese. Nel 1144 un monaco della Badia di Cava, Giovanni di Marsico cappellano dell'abate Falcone, che non aveva dimenticato le sue terre d'origine, attirò la simpatia di alcuni ricchi signori che donarono alla Badia di Cava la chiesa di San Pietro con annesso dormitorio e con tutti i suoi beni. La donazione fu poi perfezionata, come prevedeva l'usanza dei tempi, dal consenso del vescovo di Marsico Giovanni II.
Questi edifici, forse fondati dai basiliani avevano raggiunto una certa importanza, perché stazione di sosta sulla strada — o sarebbe meglio dire un tratture — che da Atena Lucana, attraverso Brienza, conduceva a Marsico.
Per rinunciare ai suoi diritti, la diocesi marsicana ottenne una libbra di cera, una d'incenso ed un maiale all'anno.
La fama di santità che accompagnava i Benedettini cavensi e l'opera di bonifica compiuta in una terra contrassegnata da zone paludose — il nome Tramutola deriva da "terra motola", cioè ricca d'acqua — contribuirono ad allargare il nucleo abitato.
La cura dei monaci favorì la coltura del gelso e l'allevamento del baco da seta che, con il lino e la canapa e una certa produzione tessile, furono per secoli i pilastri dell'economia locale.
La dipendenza dall'abbazia di Cava consentì alla comunità tramutolese una certa protezione dalle prepotenze che altri paesi subivano da parte dei feudatari "laici".
L'abate di Cava, che fu insignito del titolo di Barone di Tramutola, esercitava il suo governo mediante un vicario per gli affari ecclesiastici, ed un "bajulo" per tutti gli aspetti fiscali e finanziari. I capi delle famiglie potevano far sentire la loro voce attraverso un parlamento che radunava due volte all'anno.

### Affioramenti naturali di petrolio
La presenza del petrolio nel comune era già nota nel passato, almeno dal periodo attorno alla metà del secolo XIX, in quanto il geografo Amati ne segnala lo sfruttamento tramite di miniere di asfalto nel comune

, confermando quanto riportato negli "Annali del regno delle due Sicilie" che cita l'esposizione di campioni di asfalto di Marsico e Tramutola alla "pubblica esposizione di arti e manifattura del 1853".
I suoi affioramenti naturali di petrolio erano così descritti dal geologo Camillo Crema nel 1902:
(Camillo Crema, Il petrolio nel territorio di Tramutola, Bollettino Societa' Geologica Italiana, 1902)
Successivamente, dopo un periodo di ricerche ed una perforazione eseguite all'inizio del secolo '900, l'Agip sfruttava nell'area il Campo petrolifero di Tramutola, con la perforazione di 47 pozzi dei quali 26 produttivi nel periodo 1936-1943. Il campo venne ufficialmente chiuso nel 1959, dopo la perforazione di un pozzo esplorativo profondo, Tramutola 45, nel 1958-1959.

### Simboli
Lo stemma comunale e il gonfalone sono stati concessi con decreto del presidente della Repubblica 23 marzo 1954.
Il gonfalone è un drappo partito di bianco e di verde.

## Monumenti e luoghi d'interesse
- Chiesa della Santissima Trinità

## Società

### Evoluzione demografica
Abitanti censiti

### Popolazione straniera residente
Al 31 dicembre 2019 risultavano residenti 56 stranieri. Le comunità maggiormente rappresentate provenivano da:
- Romania - 23
- Marocco - 10
- India - 8
- Macedonia - 5

## Cultura
Teatro
A Tramutola, è nata la celebre attrice teatrale Neda Naldi, moglie di Salvo Randone.

### Cinema
A Tramutola sono state girate delle scene del film Basilicata coast to coast realizzato nel 2010 da Rocco Papaleo.

### Manifestazioni
- Processione in barca per la Madonna miracolosa. La festa religiosa più solenne è collegata ad un avvenimento miracoloso. La tradizionale processione che si tiene il 17 maggio celebra infatti la Madonna dei Miracoli. In un altro 17 maggio, quello del 1853, la processione venne organizzata per invocare la pioggia, dopo che un periodo di siccità stava compromettendo la fertilità delle campagne. I testimoni presenti quel giorno giurarono di aver visto la statua della Madonna indietreggiare da sola, mentre i portatori "sentivasi sospingere indietro da una virtù sensibile". Questo fatto si ripete 5 volte, in 5 punti diversi del paese. Dopo la processione, quando la statua era già stata riposta in chiesa, sul suo petto apparve una fiammella di un acceso color rosso. Il pomeriggio del giorno seguente la pioggia, tanto invocata, fece finalmente la sua comparsa. Da quell'anno il 16, quando le strade del paese ospitano la fiera e il 17 maggio sono per Tramutola giorni di festa. L'ultima domenica di maggio, ancora nel nome della Madonna dei Miracoli, si svolge una particolare processione. La statua della Madonna è trasportata su una barca di rose, probabilmente a ricordare la devozione degli emigranti che a questo mezzo di trasporto affidavano le loro speranze per un futuro migliore.
- Altre festività religiose sono quelle di Sant'Antonio, la domenica successiva il 13 giugno, e di San Rocco il 28 e 29 agosto. Suggestiva è anche la processione per la ricorrenza del Corpus Domini in giugno: il corteo avanza su un tappeto verde, composto di foglie verdi e petali di ginestre, mentre i lati della strada sono ornati con gli alberelli, collocati dagli abitanti dei diversi rioni.
- L'ultimo fine settimana di ottobre si tiene la, ormai consueta, sagra della castagna munnaredda, organizzata dalla pro loco locale in collaborazione con l'amministrazione comunale. Nel 2024, la sagra ha ottenuto il marchio "sagra di qualità UNPLI".

## Infrastrutture e trasporti

### Strade
- Strada statale 276 dell'Alto Agri